# Grzegorz Biela
Grzegorz Biela (ur. 28 kwietnia 1951 w Oświęcimiu) – polski pływak niepełnosprawny, wielokrotny mistrz Polski, mistrz Europy, mistrz świata, zawodnik KS Unia Oświęcim i Startu Bielsko-Biała.

## Życiorys
Niepełnosprawny od 18 roku życia z powodu utraty nogi w wypadku tramwajowym trenował pływanie u Kazimierza Woźnickiego w oświęcimskiej Unii. Już w pierwszym roku zdobył 3 złote medale na mistrzostwach Polski w Lublinie. W 1974 r. pojechał na mistrzostwa świata niepełnosprawnych do Anglii, skąd przywiózł 2 srebrne i 3 złote medale i gdzie ustanowił cztery rekordy świata.
W 1976 r. wziął udział w Olimpiadzie Niepełnosprawnych w Toronto, gdzie był niepokonany w czterech konkurencjach, a dodatkowo w jednej był trzeci. Medale zawodnik zdobył pierwszego dnia, zanim polska ekipa wycofała się z udziału w igrzyskach na znak protestu przeciwko udziałowi sportowców RPA popierających rządy apartheidu. Cztery lata później w Arnhem zdobył 4 medale (1 złoty, 1 srebrny, 2 brązowe). W 1984 r. na olimpiadzie w Nowym Jorku zdobył srebrny medal.
Wielokrotnie brał udział w mistrzostwach Polski pływaków niepełnosprawnych zdobywając ponad 100 medali na 100 i 200 m stylem: motylkowym, zmiennym, klasycznym, dowolnym i grzbietowym.
Równocześnie z trenowaniem na basenie rozpoczął rywalizację z pływakami pełnosprawnymi na długich dystansach. W 1973 r. wygrał maraton pływacki dla niestowarzyszonych na Jeziorze Żywieckim. W 1977 w międzynarodowym maratonie morskim z Helu do Gdyni był trzeci. W następnym roku pokonał 36 zawodników na Jeziorze Rożnowskim w XI Maratonie Pływackim. W tym samym roku (1978) w maratonie morskim Hel-Westerplatte o długości 19,5 km zajął drugie miejsce. W pucharze Europy w 1979 r. w Szwecji dwa razy zajął pierwsze miejsce i raz drugie. Dodatkowo wygrał kolejny maraton na Jeziorze Żywieckim na dystansie 10 km.
W 1980 r. był jedynym Europejczykiem zaproszonym na Igrzyska Inwalidów Krajów Azjatyckich w Japonii. Od 1981 był faworytem wszystkich zawodów w kraju na pięciu dystansach, medale przywoził też z międzynarodowych mityngów: w Monachium (5 złotych medali), w Stuttgarcie (2 zwycięstwa), na Węgrzech w Gyuli (2 zwycięstwa), w Berlinie (2 złote medale). W 1986 w Göteborgu został mistrzem świata niepełnosprawnych na dystansie 100 m stylem klasycznym.
Karierę sportową zakończył w 1988 r. po skreśleniu go z listy zawodników na paraolimpiadę w Seulu.

## Medale zdobyte na paraolimpiadach
1976 Toronto
- 100 m stylem dowolnym
- 100 m stylem motylkowym
- 100 m stylem klasycznym
- 200 m stylem zmiennym
- 100 m stylem grzbietowym

1980 Arnhem
- 100 m stylem klasycznym
- 400 m stylem dowolnym
- 100 m stylem motylkowym
- 200 m stylem zmiennym

1984 Nowy Jork
- 100 m stylem klasycznym

Został odznaczony:
- Trzykrotnie złotym „Medalem za wybitne osiągnięcia sportowe” – 1978, 1980, 1986
- Srebrnym Medalem „Za Wybitne Osiągnięcia Sportowe” – 1974
- Brązowym Medalem „Za Wybitne Osiągnięcia Sportowe” – 1984
- Tytułem „Mistrza sportu” – 1986